# Han Gyong-si
Han Gyong-si (Pyongyang, 18 maggio 1954) è un ex sollevatore nordcoreano, medagliato olimpico.

## Carriera
Ha partecipato a due edizioni dei Giochi Olimpici nel sollevamento pesi, a Montréal 1976 nei pesi gallo (fino a 56 kg.) terminando fuori classifica e a Mosca 1980, vincendo la medaglia di bronzo nella categoria dei pesi mosca (fino a 52 kg.), competizione valida anche come Campionato mondiale.
Ha vinto anche la medaglia d'oro ai Giochi Asiatici del 1978 nella stessa categoria e la medaglia di bronzo ai Giochi Asiatici del 1974 nei pesi gallo.
Ha stabilito nella sua carriera cinque record mondiali, di cui quattro nello strappo ed uno nel totale.